# Rhamnus alaternus
Rhamnus alaternus är en brakvedsväxtart. Rhamnus alaternus ingår i släktet getaplar, och familjen brakvedsväxter.

## Underarter
Arten delas in i följande underarter:
- R. a. alaternus
- R. a. munozgarmendiae
- R. a. pendula

## Bildgalleri

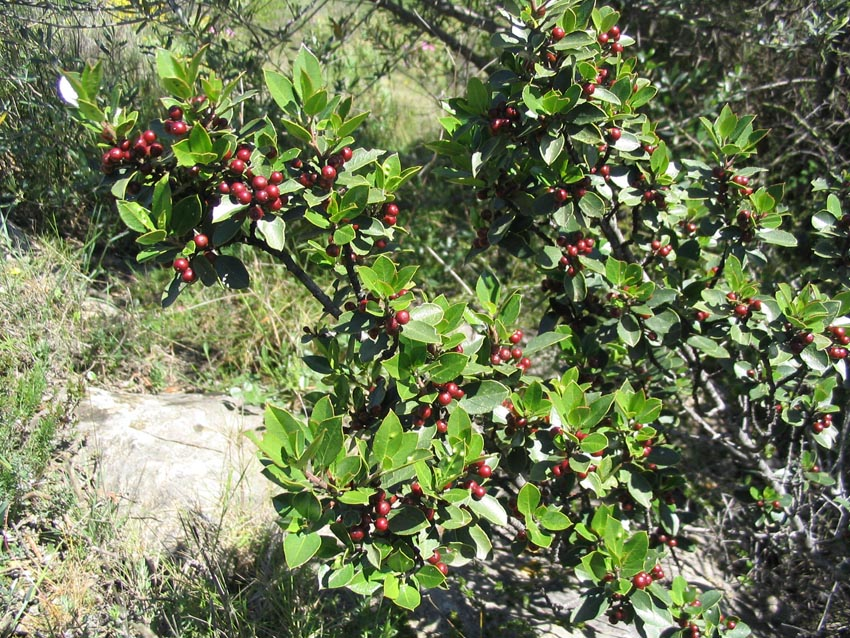
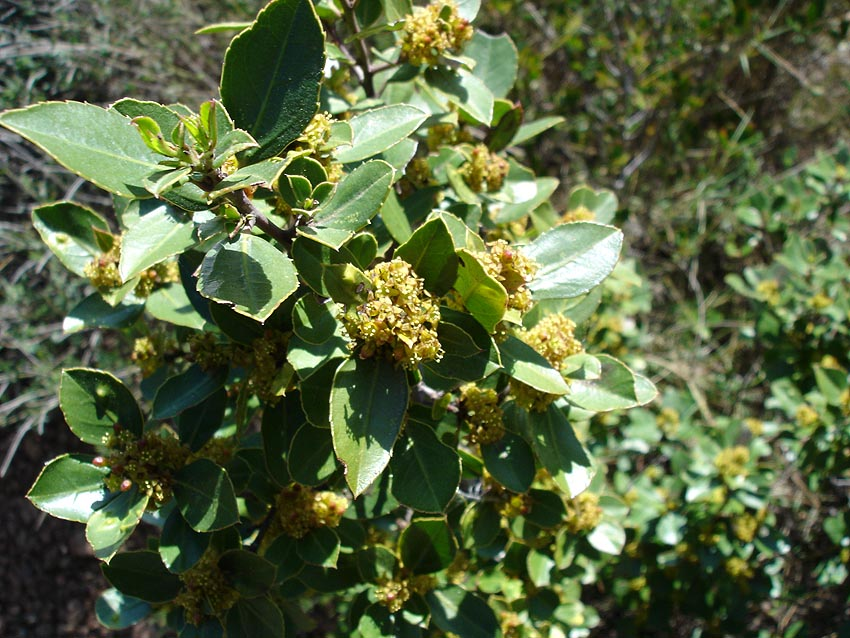
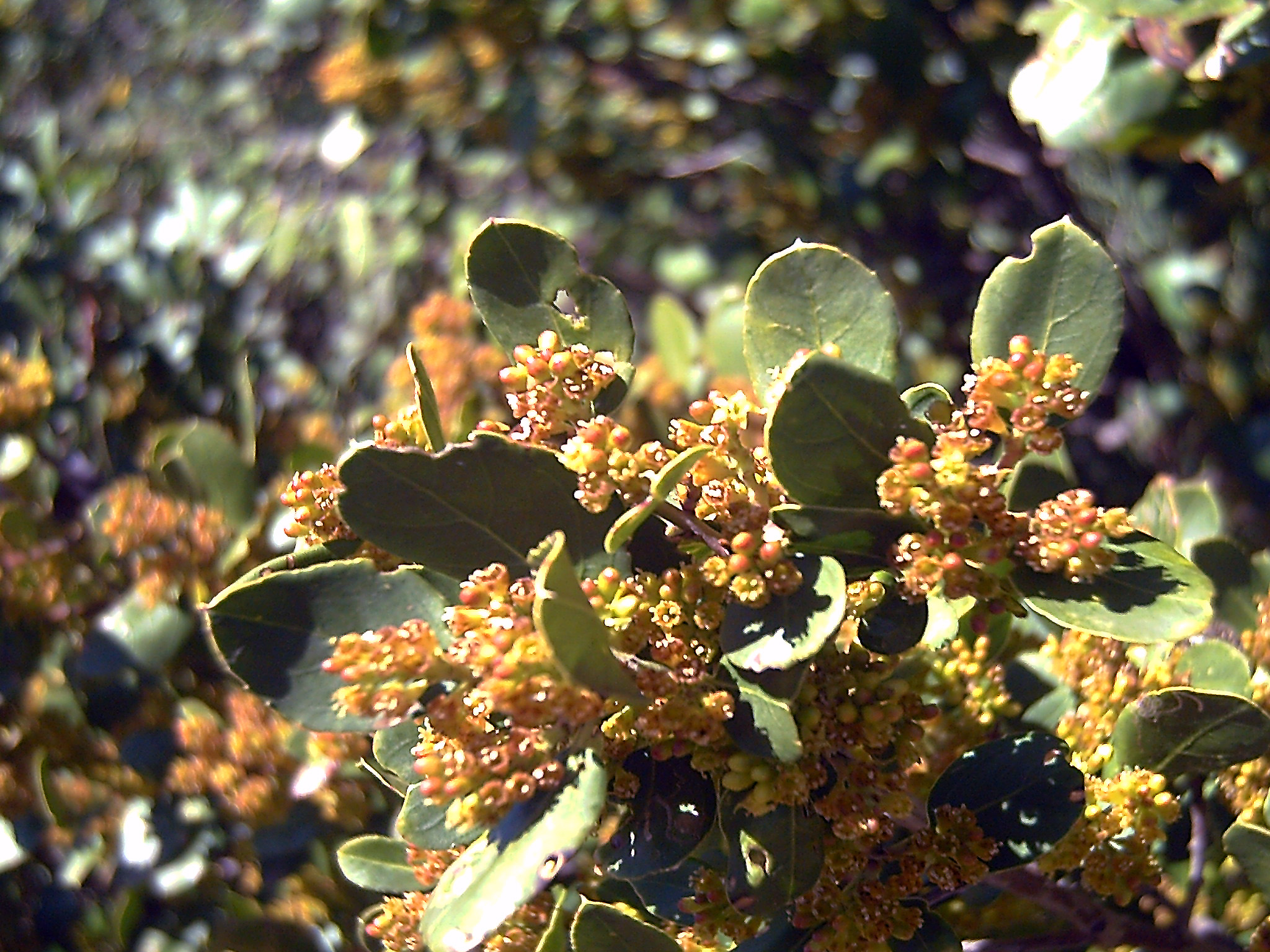
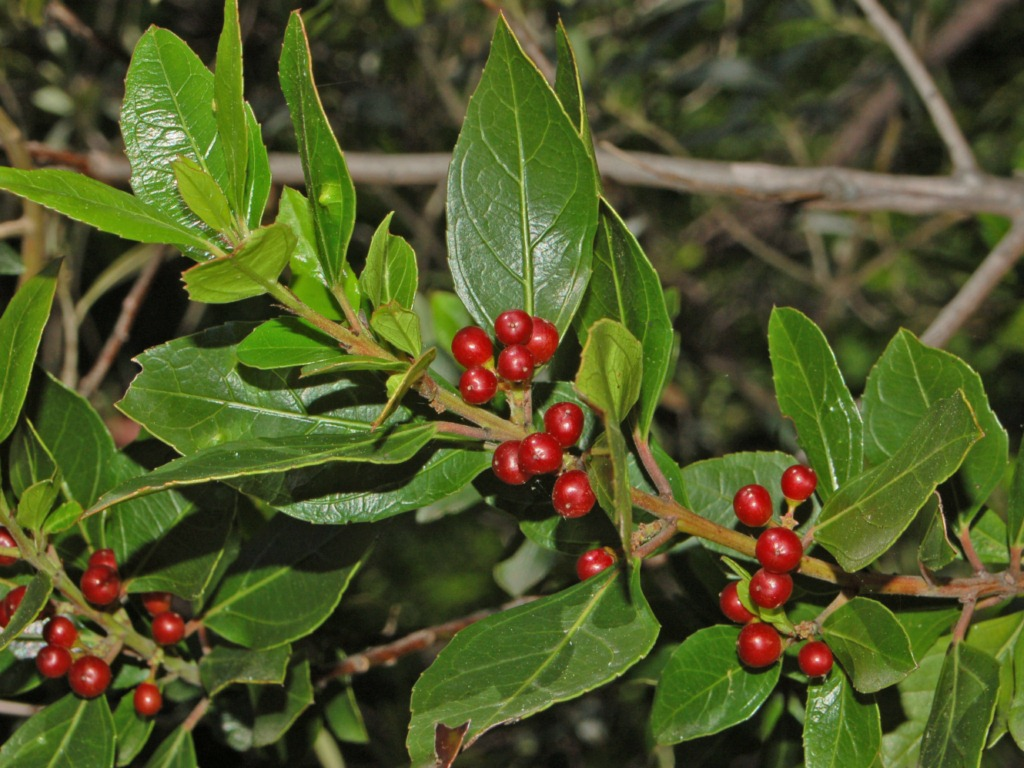
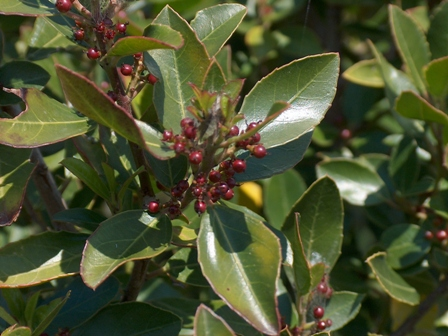
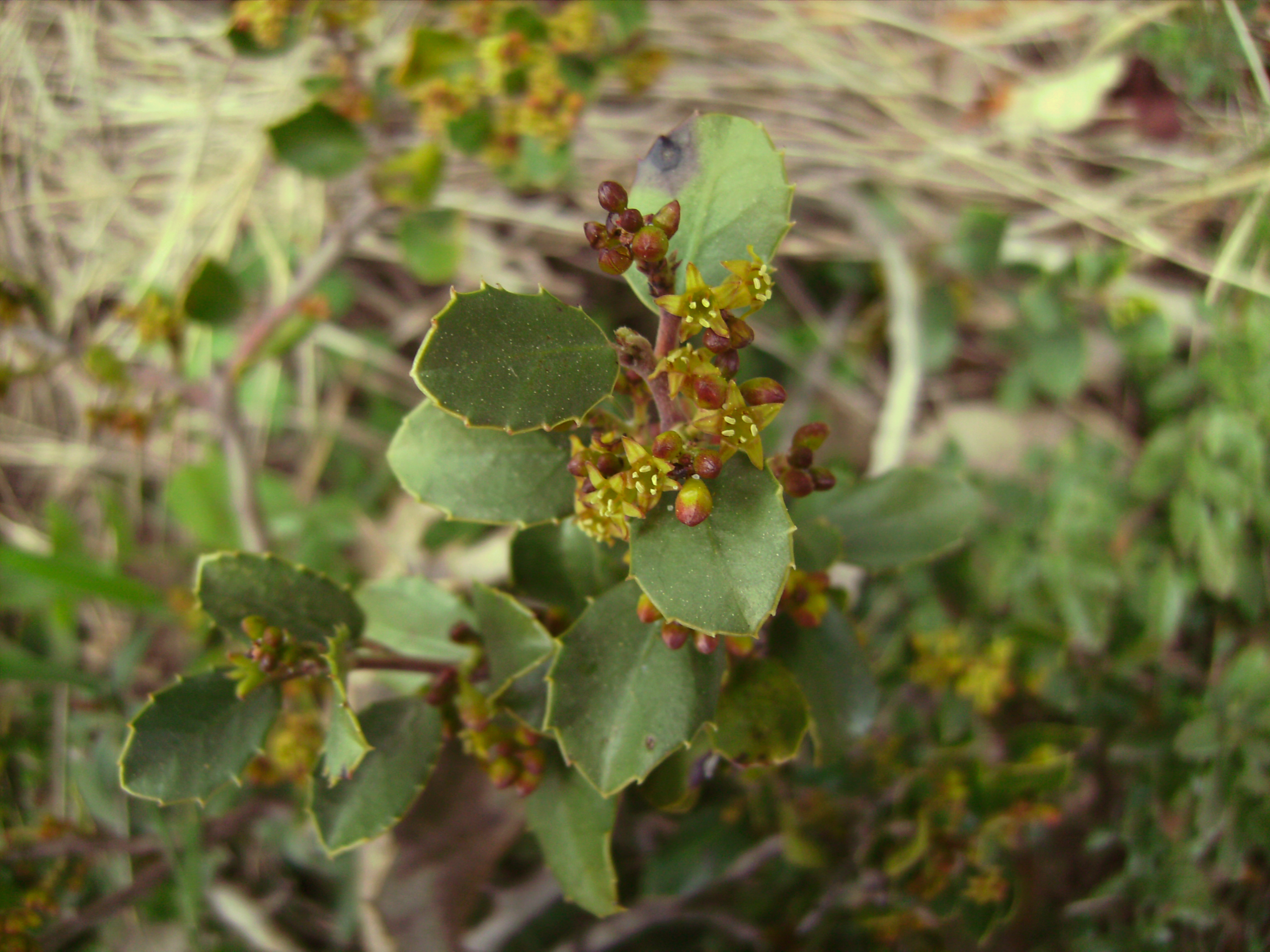